# Paul Oldham
Paul Oldham (* 5. September 1977) ist ein britischer Cyclocrossfahrer.
Paul Oldham wurde 1999 britischer Vizemeister im Cyclocross der U23-Klasse. 2005 wurde er bei einem Crossrennen in Southampton Dritter und 2007 erzielte er dieselbe Platzierung bei einem Wettbewerb in Blackpool. In der Cyclocross-Saison 2007/2008 konnte Paul Oldham mit der National Trophy Series 1 in Abergavenny und im Chantry Park in Ipswich seine ersten bedeutenderen Rennen gewinnen. In der Saison 2010/11 wurde er britischer Crossmeister.

## Erfolge
2007/2008
- National Trophy Series 1, Abergavenny
- National Trophy Series 2, Chantry Park, Ipswich

2008/2009
- National Trophy Round 3, Ipswich
- National Trophy Round 5, Whitwell

2009/2010
- National Trophy Round 1, Exeter

2010/2011
- National Trophy Round 1, Abergavenny
- Britischer Meister

2011/2012
- National Trophy Series, Bradford

2013/2014
- National Trophy Series Round 1, Abergavenny
- National Trophy Series Round 2, Southampton
- National Trophy Series Round 3, Durham